# Església del Salvador (Eslida)
L'Església del Salvador és una església parroquial de confessió catòlica, del segle xvii, al carrer Sant Salvador núm. 2, al municipi d'Eslida (la Plana Baixa) catalogada com Bé Immoble de Rellevància Local per la Direcció General de Patrimoni Artístic de la Generalitat Valenciana.
Segons els autors, es van començar les obres de construcció a principi del segle xvii, a 1608, sobre les restes d'una mesquita àrab, seguint les instruccions dictades pel Bisbe de Tortosa, per a la utilització de tots els béns de les mesquites en la construcció de nous temples cristians. Aquest primer temple, que era de caràcter més modest, va ser modificat en la segona meitat del segle xviii per Jacinto Agustí.
El temple presenta caràcters barrocs, així com una decoració d'estil rococó, duta a terme al llarg del segle xviii.
Presenta planta basilical amb tres naus i capelles entre contraforts. La nau central presenta una volta de canó amb llumeneres i finestres en els laterals. Per la seva banda les capelles laterals tenen cúpules cegues, i tanquen l'espai entre els contraforts i els arcs formers. Als costats del presbiteri se situen, la capella de la comunió (l'actual capella de la comunió és de construcció posterior, destacant-hi la cúpula el·líptica datada 1710) i la sagristia.
Com ja hem indicat anteriorment la decoració interior és molt barroca, titllant-se de rococó, amb gran exuberància de "rocalles" les quals descansen en els arcs formers. Hi ha rosasses a la part interna de la volta i dels arcs que la sostenen, així com en els vèrtexs de les llumeneres. Hi ha elements geomètrics decoratius sobre de les pilastres i a la part interior dels arcs que condueixen a les naus laterals, que es coneixen com a esgrafiat.